# Свертушка
Све́ртушка (Poospiza) — рід горобцеподібних птахів родини саякових (Thraupidae). Представники цього роду мешкають в Південній Америці.

## Таксономія і систематика
Молекулярно-генетичне дослідження родини саякових, результати якого були опубліковані у 2014 році, показали, що Poospiza та низка інших родів були поліфілітичними.. За результатами реорганізації до роду Свертушка (Poospiza) були переведені два види, яких раніше відносили до роду Рудолоба свертушка (Compsospiza) та два види, яких раніше відносили до роду Зеленяр (Hemispingus). Натомість низку видів, яких раніше відносили до роду Poospiza було переведено до родів Microspingus, Poospizopsis і Castanozoster.

## Види
Виділяють десять видів:
- Свертушка болівійська (Poospiza boliviana)
- Свертушка білокрила (Poospiza ornata)
- Свертушка біловуса (Poospiza nigrorufa)
- Свертушка магонієва (Poospiza whitii)[12]
- Свертушка маскова (Poospiza hispaniolensis)
- Свертушка чорнощока (Poospiza rubecula)
- Свертушка аргентинська (Poospiza baeri)
- Свертушка гірська (Poospiza garleppi)
- Зеленяр венесуельський (Poospiza goeringi)
- Зеленяр рудобровий (Poospiza rufosuperciliaris)

## Етимологія
Наукова назва роду Poospiza походить від сполучення слів дав.-гр. ποα — трава і σπιζα — в'юрок.